# Маурицио Савойский
Маури́цио Саво́йский (лат. Mauricius Sabaudae, итал. Maurizio di Savoia; 10 января 1593, Турин, княжество Пьемонт — 4 октября 1657, там же) — сын савойского и пьемонтского правителя Карло Эмануэле I из Савойского дома, принц Савойский, кардинал-дьякон с титулярной диаконией Санта-Мария-Нуова, Сант-Эустакьо и Санта-Мария-ин-Виа-Латаа, кардинал-протодьякон. Представитель королей Франции и Испании при Святом Престоле. Участник конклава, на котором был избран римский папа Урбан VIII.
Во время гражданской войны в герцогстве Савойя и княжестве Пьемонт между профранцузской и происпанской партиями был сторонником последней. После заключения мира, женился на несовершеннолетней племяннице, отказался от церковного сана, принял титул князя Онелья  и стал правителем Ниццы. Увлекался исследованиями в области философии и литературы. Скончался от инсульта и похоронен в аббатстве святого Михаила на горе Пиркирьяно.

## Биография

### Ранние годы

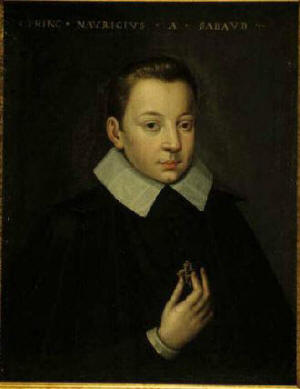
Портрет Маурицио Савойского в детстве кисти неизвестного

Маурицио Савойский родился в Турине 10 января 1593 года. Он был шестым ребёнком и четвёртым сыном в многодетной семье савойского герцога Карло Эмануэле I, прозванного «Великим», и испанский инфанты Каталины Микаэлы, дочери испанского короля Филиппа II и французской принцессы Елизаветы.
Как и три его старших брата, принц получил образование в Мадриде при дворе деда по линии матери. По воле отца, взявшего курс на итализацию герцогства, в возрасте двенадцати лет Маурицио Савойского стали готовить к церковной карьере. Он должен был стать кардиналом и представителем Савойского дома в Папской курии. Однако напряженные отношения между Турином и Римом некоторое время препятствовали осуществлению этого плана.
В 1604 году принц был назначен наместником аббатства святого Юста в Сузе. В возрасте четырнадцати лет, 10 декабря 1607 года, папа Павел V возвёл Маурицио Савойского в сан кардинала-дьякона без ординации. То есть, принц стал кардиналом-мирянином. За кардинальской шапкой он должен был отправиться в Рим и поселиться в апостольской столице. Но, по совету своего учителя, философа и писателя Джованни Ботеро, ссылавшегося на неискушённость юного кардинала в вопросах политики, и из-за негативного отношения к его присутствию в курии со стороны соперничавших фракций, принц никуда не поехал. В октябре 1608 года Павел V разрешил ему остаться в Турине. Окончательно поездку в Рим пришлось отложить из-за возражений испанского короля, оказывавшего влияние на внешнюю политику савойского герцогства.

### Кардинал-мирянин
Вскоре после возведения в сан Маурицио Савойский познакомился с кардиналом Роберто Беллармино. Кандидатура принца рассматривалась на место каноника в Турине и апостольского администратора архиепархий Монреале на Сицилии и Верчелли в Пьемонте. В 1611—1618 годах он служил наместником в аббатствах святого Стефана в Иврее и святого Михаила близ Кьюзы, святого Бенигна во Фруттуарии и святого Иоанна в Суассоне, а также наместником в аббатствах Пресвятой Девы Марии в Казанове и Шабле. Некоторыми из этих монастырей он управлял и получал доходы вплоть до снятия с себя сана. В 1615 году Маурицио Савойский был назначен генерал-лейтенантом пьемонтского княжества. 
В 1618 году отец принца сменил происпанскую ориентацию во внешней политике на профранцузскую. Осенью того же года, вместе с епископом Франсуа де Салем, он отправил сына-кардинала в Париж с благодарностью французскому королю Людовику XIII за посредничество при заключении мира с маркграфством Монферрато. Тогда же было достигнуто соглашение о браке старшего сына герцога, принца Виктора Амадея с сестрой короля, принцессой Марией Кристиной. После этого профранцузская фракция в курии стала выступать за приезд Маурицио Савойского в Рим и получения им кардинальской шапки.
Он был назначен протектором французского королевства при Святом Престоле. Участвовал в конклаве 1623 года, на котором был избран римский папа Урбан VIII. В 1634 году, после заключения договора в Риволи, стал протектором испанского королевства при Святом Престоле.

### Участие в гражданской войне
После смерти старшего брата, савойского герцога и пьемонтского князя Виктора Амадея I, принц встал на сторону другого брата, принца Томаса Франциска, принца Кариньяно, вместе с которым выступил против регентства вдовы старшего брата, Марии Кристины, французской принцессы из дома Бурбонов. Вдовствующая герцогиня объявила себя регентом при несовершеннолетнем сыне, принце Франциске Гиацинте, а после его смерти, при несовершеннолетнем сыне, принце Карла Эммануиле.
В савойском герцогстве и пьемонтском княжестве началась гражданская война. Дворянство и духовенство разделились на две группы — «принчипистов», или сторонников принца Томаса Франциска Савойского с происпанской ориентацией и «мадамистов», или сторонников вдовствующей герцогини, принцессы Марии Кристины Французской с профранцузской ориентацией. В манифесте от 15 июня 1639 года Маурицио Савойский обвинил вдову старшего брата в предательстве интересов Савойского дома в пользу французского королевства. В августе 1639 года вдовствующая герцогиня была вынуждена бежать из Турина, вместе с сыном, принцем Карлом Эммануилом Савойским. Город был занят армией «принчипистов». Но уже в начале ноября «мадамисты», при поддержке армии французского королевства под командованием маркиза д’Аркура, вернули себе контроль над Турином. Маурицио Савойский был осаждён в Кунео, но не сдавался. Тогда вдовствующая герцогиня предложила ему заключить с ней мир. Он выдвинул свои условия. После одобрения этих условий при королевском дворе в Париже, она согласилась с ними.

### Отказ от сана и женитьба
По договору, заключённому в Риме 14 июня 1642 года между принцами и вдовствующий герцогиней, Маурицио Савойский получил титул князя Онелья и был назначен правителем Ниццы. Согласно тому же договору, 28 августа (или 18 августа) 1642 года сорокадевятилетний принц женился на тринадцатилетней племяннице, принцессе Луизе Кристине Савойской (27.07.1629 — 15.05.1692), дочери покойного брата-герцога и вдовствующей герцогини. 10 ноября 1642 года он отказался от сана кардинала-протодьякона при церкви Санта-Мария-ин-Виа-Лата. 1 декабря того же года папа Урбан VIII принял его отставку, признал брак принца законным и назначил папским нунцием в Мадриде. Официально церковный сан был снят с него только 13 апреля 1643 года. В 1648 году ему был также присвоен титул маркиза Бердзецио.
Из Ниццы принц с юной женой переехал в Турин и поселился на вилле «Королева», которую построил в 1615 — 1619 годах. Их брак оказался бездетным. Последние годы жизни Маурицио Савойский посвятил исследованиям в области философии и литературы. Он умер в Турине 4 октября 1657 года. Причиной его смерти был инсульт. Маурицио Савойского похоронили в аббатстве Сан-Микеле на горе Пиркирьяно в Пьемонте. Позднее у входа в церковь Санта-Мария-ин-Виа-Лата в Риме, ставшей последним местом церковного служения принца, ему был установлен памятник.